# Robert Falcon Scott

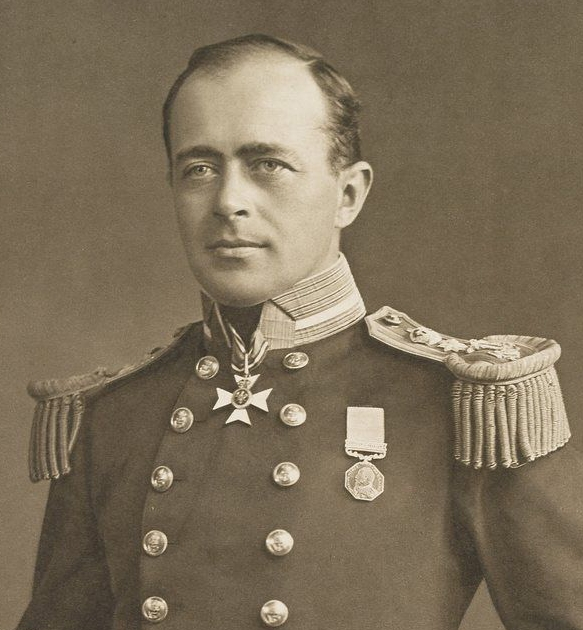
Robert Falcon Scott

Robert Falcon Scott (Devonport, 6 juni 1868 – Antarctica, (vermoedelijk) 29 maart 1912) was een Britse marineofficier en ontdekkingsreiziger die beroemd is geworden als leider van twee expedities naar Antarctica. Tijdens zijn tweede expeditie kwam hij samen met zijn vier metgezellen om het leven op de terugtocht van de Zuidpool, die hij bereikt had op 17 januari 1912, een maand na Roald Amundsen.

## Jeugd en vroege carrière
Robert Falcon Scott werd op 6 juni 1868 geboren in Devonport, als derde van vijf kinderen. Hoewel zijn vader brouwer en magistraat was, was een militaire carrière traditie in de familie. Voor Scott betekende dit de Royal Navy. Na voorbereidende lessen op Stubbington House School slaagde hij voor de toelatingsexamens voor de Navy en begon hij in 1881 als dertienjarige als cadet op het opleidingsschip HMS Britannia te Dartmouth.
In 1887, tijdens zijn stationering als adelborst in Saint Kitts, werd hij opgemerkt door Sir Clements Markham, secretaris en later voorzitter van de Royal Geographical Society. Scott, in 1889 tot luitenant bevorderd, bouwde verder aan zijn carrière en werd commandant van een torpedoboot. Door de dood van zijn vader en jongere broer was hij intussen de kostwinner van het gezin geworden en hoopte hij op snelle promotie om zijn inkomen te vergroten. In juni 1899 ontmoette hij in Londen bij toeval Sir Clements Markham en vernam van hem dat er een expeditie naar Antarctica in voorbereiding was. Scott zag het als een mogelijkheid om hogerop te komen en stelde zich enkele dagen later thuis bij Markham kandidaat om de National Antarctic Expedition te leiden.

## Eerste expeditie naar Antarctica (1901-1904)

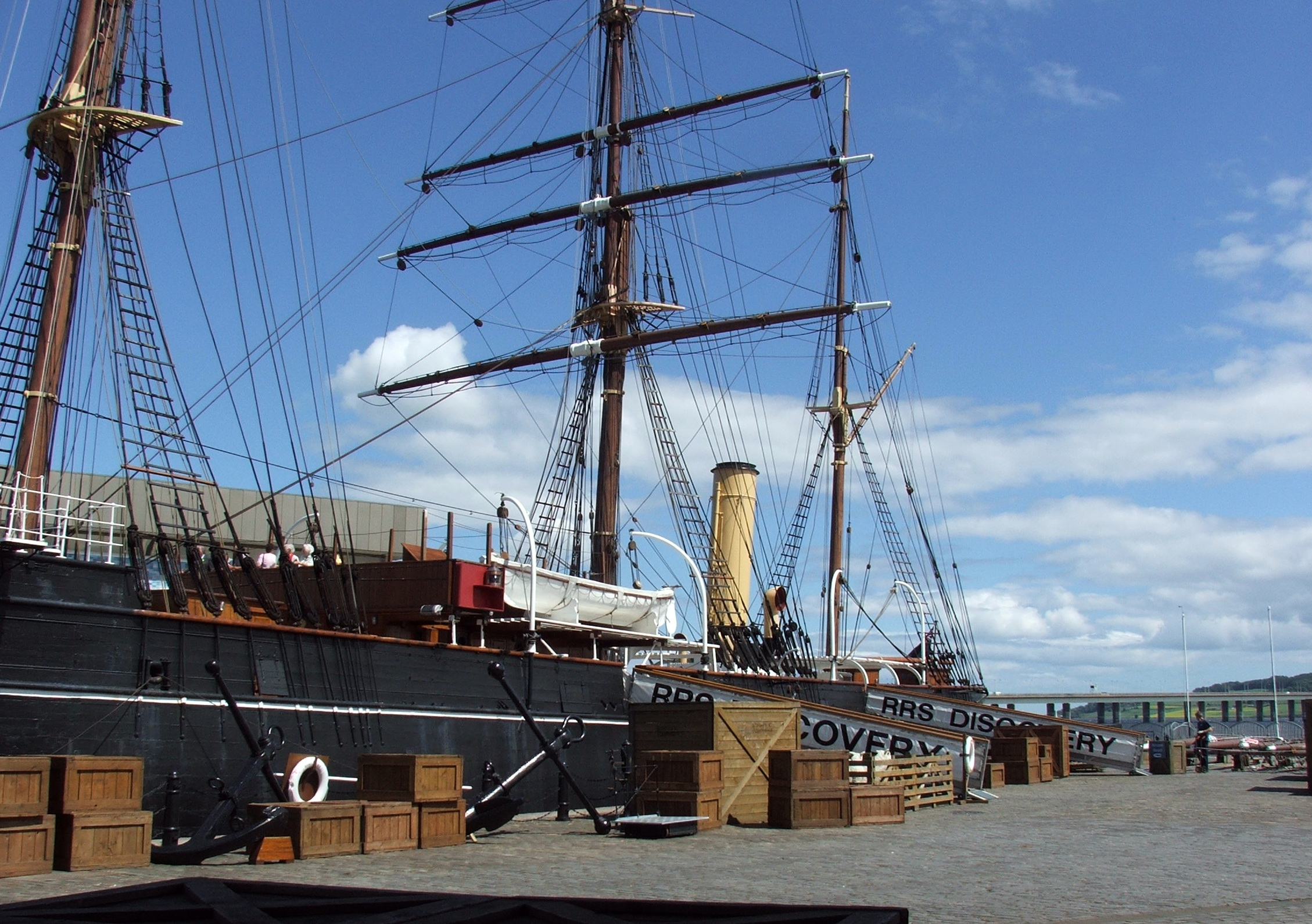
Discovery in 2005 in zijn thuishaven Dundee

De Discovery-expeditie, genoemd naar het schip, was een gezamenlijke onderneming van de Royal Society en de Royal Geographical Society, waarvan Markham intussen voorzitter was. Terwijl de Royal Society een wetenschapper aan het hoofd van de expeditie wilde en Scott slechts zag als kapitein van het expeditieschip, wisten Markham en Scott uiteindelijk hun slag thuis te halen en kreeg hij de volledige leiding. Kort voor zijn vertrek werd Scott gepromoveerd tot Fregatkapitein.
De Discovery vertrok op 6 augustus 1901 via Kaapstad en Nieuw-Zeeland naar Antarctica met een 50-koppige bemanning, die haast geen enkele ervaring had in de poolgebieden. Voor het vertrek was er nauwelijks aandacht besteed aan uitrusting en reistechniek. Hoewel er ski's en honden meegenomen werden, wist nauwelijks iemand ze te gebruiken. Hoewel de expeditie vooral gericht was op wetenschappelijk onderzoek en het bereiken van de Zuidpool zelf niet op het programma stond, was het wel de bedoeling om een sledetocht naar het zuiden te maken.
Op 21 december bereikte het schip het Ross-ijsplateau en op 30 januari 1902 werd het door James Ross zestig jaar eerder reeds vermoede Koning Edward VII-land ontdekt. Het schip voer daarop terug richting McMurdo Sound aan het westelijke uiteinde van het ijsplateau en ging er op 8 februari aan land, waar een hut gebouwd werd als schuilplaats en voorraadruimte, de expeditieleden sliepen aan boord van het schip, dat zou overwinteren in het ijs. Tijdens de winter werd vooral wetenschappelijk werk verricht. Weinig of geen tijd werd aan voorbereiding van de tochten voorzien voor de zomerperiode besteed.
Op 2 november vertrokken Scott en zijn metgezellen Edward Wilson en Ernest Shackleton op ski's en met sledehonden voor hun tocht naar het zuiden. Op 30 december, nog steeds op het ijsplateau, bereikten ze 82°17' zuiderbreedte en keerden ze terug. Tijdens de terugtocht kregen ze last van scheurbuik, Shackleton stortte fysiek in en moest deels door de anderen op de slee voortgesleept worden. Ternauwernood bereikten ze op 3 februari 1903 Hut Point en het expeditieschip, dat nog steeds ingevroren lag.
Tijdens Scotts afwezigheid was het aflossingsschip de Morning aangekomen, het expeditieschip Discovery was nog steeds ingevroren en Scott zag zich verplicht tot een tweede overwintering. Een aantal expeditieleden keerde terug naar de bewoonde wereld; ook Shackleton, derde officier aan boord, werd zeer tegen zijn zin door Scott teruggestuurd. Volgens Scott om gezondheidsredenen, maar Shackleton zag het als een blamage en was er op gebrand zijn gram te halen.
Tijdens het tweede expeditiejaar bereikte Scott op zijn sledetocht naar het westen het Antarctisch Plateau, dat tijdens de eerste winter al ontdekt was door de groep onder leiding van Albert Armitage die, terwijl Scott naar het zuiden ging, westwaarts was getrokken.
Na zijn terugkeer van de westelijke tocht begin 1904 was het nog slechts wachten op het vrijkomen uit het ijs van de Discovery. Lange tijd zag het ernaar uit dat dit niet zou lukken en dan moest Scott het schip, op uitdrukkelijk bevel van de Navy, opgeven en terugkeren met de twee reddingsschepen, die na lang aandringen van Markham door de Britse regering waren gezonden. Half februari brak het ijs dan toch en op 1 april bereikten de schepen de haven van Lyttelton op Nieuw-Zeeland en in september keerden ze terug in Groot-Brittannië.

## Tussen expedities in
De expeditie kreeg een geweldig onthaal in de publieke opinie en Scott werd een volksheld en overladen met vereringen en medailles. Hij werd gepromoveerd tot kapitein en in Balmoral Castle ontvangen door koning Eduard VII. Gedurende het volgende jaar was hij voltijds bezig met lezingen, recepties en het schrijven van het officiële expeditieverslag "The voyage of the Discovery". In 1906 hernam hij zijn reguliere dienst in de Royal Navy, maar hij bleef meer dan ooit een welkome gast in de hogere sociale kringen. Begin 1907 ontmoette hij zo voor het eerst Kathleen Bruce op een diner. Zij was beeldhouwster, had les gevolgd bij Auguste Rodin en kende onder anderen Pablo Picasso en Isadora Duncan. Scott begon een relatie met haar en op 2 september 1908 huwden ze. Op 14 september 1909 werd hun enige kind, Peter Markham Scott, geboren.
Al in 1906 was Scott aan het broeden op een nieuwe expeditie, dit keer met als doel het bereiken van de pool zelf, zonder dit echter publiek bekend te maken. Het kwam hem dan ook slecht uit dat begin 1907 zijn voormalig expeditielid Ernest Shackleton uitpakte met de aankondiging van zijn expeditie, die eind dat jaar zou vertrekken naar McMurdo Sound, Scotts oude basis. Voor Scott was dit onaanvaardbaar: hij beschouwde de omgeving rond McMurdo als zijn uitverkoren werkterrein, en eiste per brief van Shackleton dat hij dit links zou laten liggen. Gezien de status van Scott kon Shackleton zich niet veroorloven deze vraag naast zich neer te leggen en beloofde hij schriftelijk afstand te houden van McMurdo. Hij deed die belofte met tegenzin en uiteindelijk, gedwongen door terreinomstandigheden en tijdsdruk, verbrak hij haar door met de Nimrod aan te meren in McMurdo en zijn basis te bouwen op Kaap Royds, iets noordelijker dan Hut Point. Toen dit bekend werd bij de terugkomst van Shackleton in 1909, die op iets minder dan twee graden na de pool bereikt had, verzuurde dit de relatie tussen beiden voorgoed.

## Tweede expeditie naar Antarctica (1910-1912)

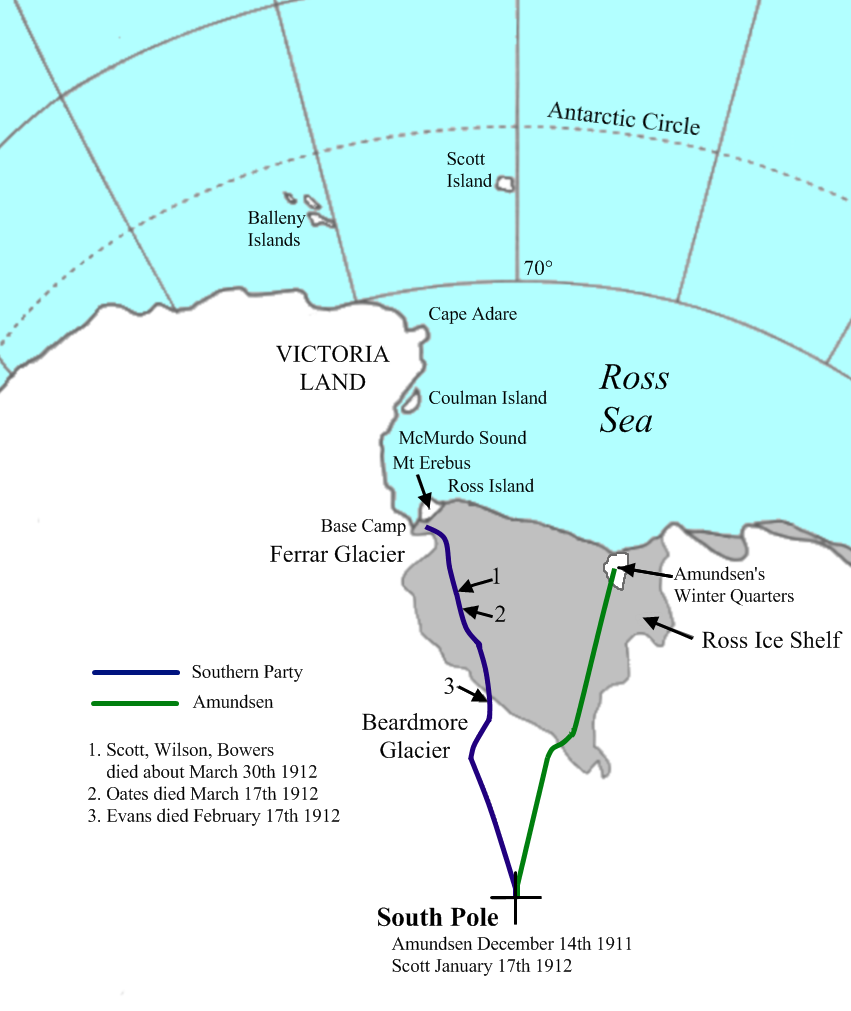
Kaart met de routes naar de pool van Scott en Amundsen, en plaats en datum van Scotts overlijden

### Heenreis en aankomst op Antarctica
In 1910 vertrok Scotts tweede expeditie, dit keer met de uitdrukkelijke bedoeling om de geografische Zuidpool te bereiken. Tijdens de heenreis ontving hij bij aankomst in Melbourne een telegram van Roald Amundsen, waarin stond dat ook hij op weg was naar Antarctica, zonder evenwel te specifiëren met welke bedoeling. Amundsen rekende erop dat Scott via de pers, die kort voordien op de hoogte was gebracht van zijn plan om naar de Zuidpool in plaats van de Noordpool te gaan, het hele verhaal zou te horen krijgen. Dit bleek echter niet het geval en slechts navraag per telegram bracht opheldering. Toch bleef Scott voorlopig in het ongewisse over de precieze bestemming van Amundsens schip de Fram. Aangezien hij zelf opnieuw gekozen had voor McMurdo Sound kon hij zich niet indenken dat Amundsen het zou aandurven dezelfde locatie te kiezen.
Omdat de Terra Nova, het zwaar overladen expeditieschip dat tijdens de trip van Australië naar Antarctica bijna ten onder gegaan was in een storm, door het ijs afgesneden was van zijn oude basis op Hut Point, koos Scott voor het noordelijker gelegen Kaap Evans als winterverblijf. Deze keuze betekende een serieus nadeel voor de tocht naar het zuiden, want vanaf Kaap Evans was het Ross-ijsplateau en dus de weg naar het zuiden slechts bereikbaar over het zee-ijs van McMurdo Sound. Tijdens de Antarctische zomer was betrouwbaar ijs op deze plek echter geen zekerheid en sloepen om de overtocht te maken waren niet voorzien. Al bij het lossen van het schip ging het mis, toen een van de drie motorvoertuigen waarvan Scott veel verwachtte door het ijs zakte en verloren ging.

### Voorbereidend seizoen
Voor het begin van de winter werden depottochten gemaakt ter voorbereiding van de eigenlijke tocht in de daaropvolgende zomer. Het was de bedoeling tot op 80° zuiderbreedte te geraken, maar Scott, die in navolging van Shackleton tijdens zijn Nimrod-expeditie liever pony's gebruikte dan honden om de sleden te trekken, wilde de fel verzwakte dieren niet langer op de proef stellen en besloot zijn "One-Ton depot" te maken op 79°29' ZB, 56 kilometer minder ver dan gepland, tegen het advies in van Lawrence Oates, de voor de paarden verantwoordelijke officier. Die waarschuwde Scott dat hij deze beslissing nog zou betreuren. Van de acht pony's gingen er op de terugtocht zes verloren, waarvan drie toen ze op het brekende zee-ijs afdreven en uiteindelijk verdronken. Van de in totaal zeventien dieren was bijna de helft verloren nog voor de eigenlijke tocht begonnen was. Bij terugkomst in het basiskamp kreeg Scott van Victor Campbell, die met de Terra Nova vertrokken was om in het noorden te exploreren, te horen dat hij onderweg Roald Amundsen had ontmoet in de Bay of Whales, zowat 400 kilometer westwaarts en ongeveer 100 kilometer dichter bij de pool. Het zou nu duidelijk een race naar de pool worden.

### Op weg naar de pool
Op 24 oktober 1911 gingen de twee motorsleden onder leiding van Edward Evans als eerste van start op weg naar het zuiden, op 1 november gevolgd door Scott en de rest van de expeditie met acht pony's. De hondenslede zou pas enkele dagen later vertrekken met de bedoeling de rest onderweg in te halen. Na vijf dagen vond Scott op zijn weg de beide verlaten motorsleden. Zonder reserveonderdelen en gereedschap voor herstellingen waren de dure machines voorgoed verloren. Op 7 november, terwijl het volgens Scott vanwege een sneeuwstorm onmogelijk was om te reizen, vervoegde Cecil Meares zich met zijn beide hondenteams probleemloos bij de expeditie, veel sneller dan gepland. De poolhonden bleken, indien goed geleid, zowat drie keer sneller op te schieten dan de pony's en bovendien ook bij zwaar weer inzetbaar.

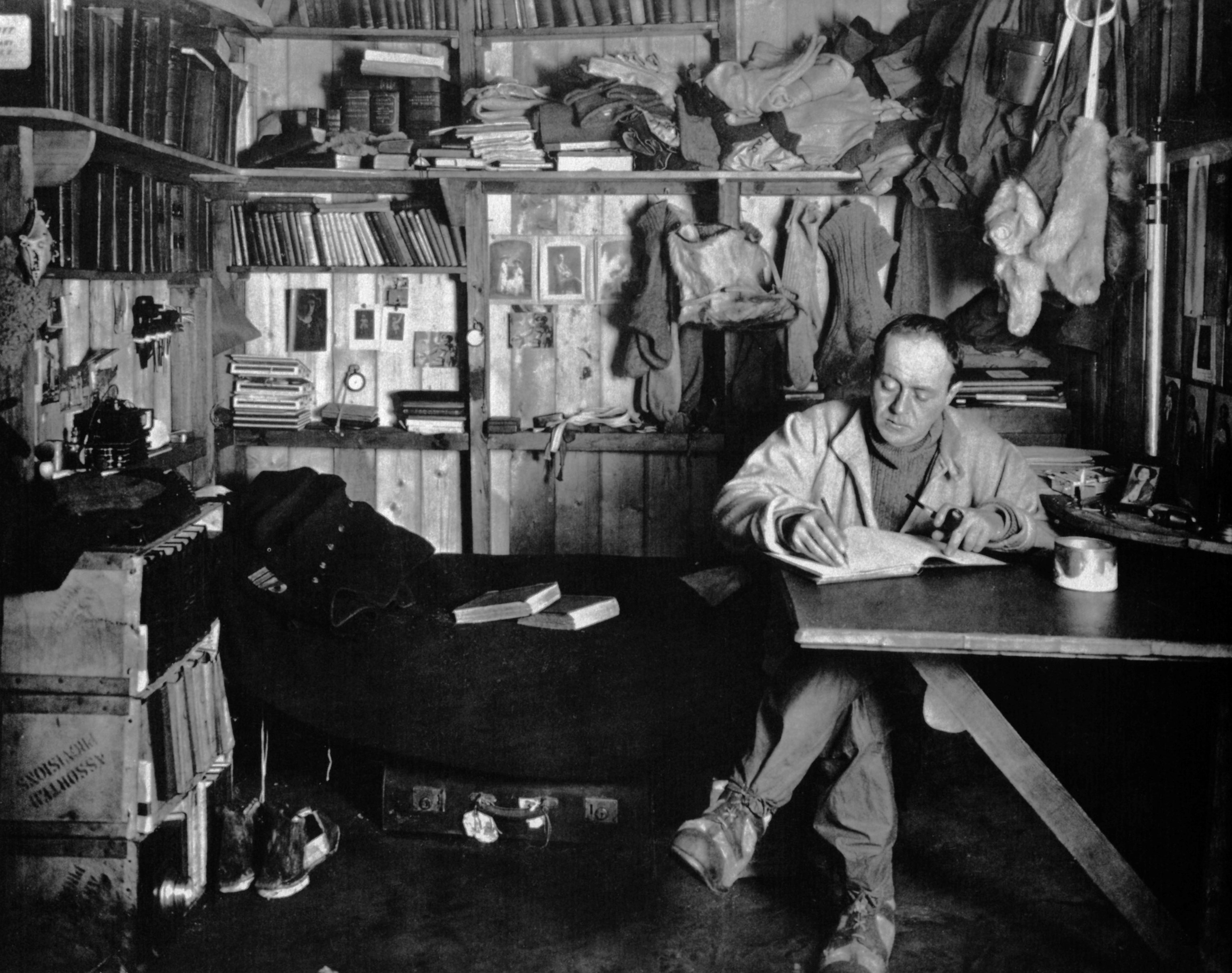
Robert Scott in zijn hut op Kaap Evans, door Herbert Ponting

Op 21 november werd Evans' team, dat nu slechts met mankracht de sleden trok, ingehaald. De karavaan was nu volledig en complexer dan ooit met zestien man en drie transportwijzen: mankracht, pony's en honden, elk met hun eigen tempo. Nadat ze begin december vier dagen lang vastlagen door sneeuwstormen, bereikten ze op 8 december de voet van de Beardmoregletsjer. Naar plan werden hier de resterende pony's, die door hun voedselvoorraad heen waren en bovendien onmogelijk de gletsjer op konden, gedood en in een depot achtergelaten als voedsel voor de terugtocht. Twee dagen later stuurde Scott de hondenteams terug naar de basis, opdat zij hem op zijn terugtocht van de pool tegemoet zouden kunnen komen met nieuwe voorraden.
Vanaf nu werden de sleeën nog alleen met mankracht getrokken. Nabij de top van de gletsjer werd het volgende ondersteuningsteam teruggestuurd. Eenmaal boven op het poolplateau zou besloten worden welke drie van de zeven overblijvers samen met Scott zouden doorstoten naar de pool. Op 3 januari besloot Scott uiteindelijk dat zijn sledeteam, bestaande uit Edward Wilson, Lawrence Oates en Edgar Evans, door zou gaan, maar aan Edward Evans, die met zijn team zou terugkeren, vroeg hij om Henry Bowers af te staan om mee door te gaan. De keuze voor vijf in plaats van vier man had zware gevolgen, want de hele organisatie was ingesteld op een team van vier: de tent, de samenstelling van de rantsoenen en de brandstofvoorraad voor het koken. Bovendien had Evans' team twee dagen voordien op bevel van Scott zijn ski's moeten achterlaten, waardoor ze veel trager werden en meer kracht verbruikten bij het slepen van hun slee. Bowers moest dus als enige te voet verder met de vier anderen op ski's. Edward Evans moest zich met Lashly en Crean met een man minder een weg terugbanen naar de basis, wat ook hun tocht bemoeilijkte. Hij kreeg scheurbuik en werd ternauwernood gered door zijn beide metgezellen.
Op 9 januari bereikte Scott 88°23' ZB, zover zuidelijk als Shackleton drie jaar eerder gekomen was. Scott was er nu van overtuigd dat de pool gehaald zou worden; er bleef alleen nog de vraag of hij er als eerste zou zijn. Op 16 januari zag Henry Bowers een donkere vlek in de verte, en riep Scott. Dichterbij komend ontwaarden ze op ongeveer 25 kilometer van de pool een zwarte vlag, die Amundsen gebruikt had om zijn route naar de pool af te bakenen. De dag nadien trok Scott verder voor de laatste kilometers en vond er Amundsens "Polheim": een reservetent die de Noor had achtergelaten met bovenop de Noorse vlag en binnenin een brief gericht aan koning Haakon VII. Voor Scott was er een bericht met het verzoek de brief door te sturen aan de koning, de toestemming om gebruik te maken van het achtergelaten materiaal en de wens dat hij behouden terug zou keren.

### Terugtocht van de pool

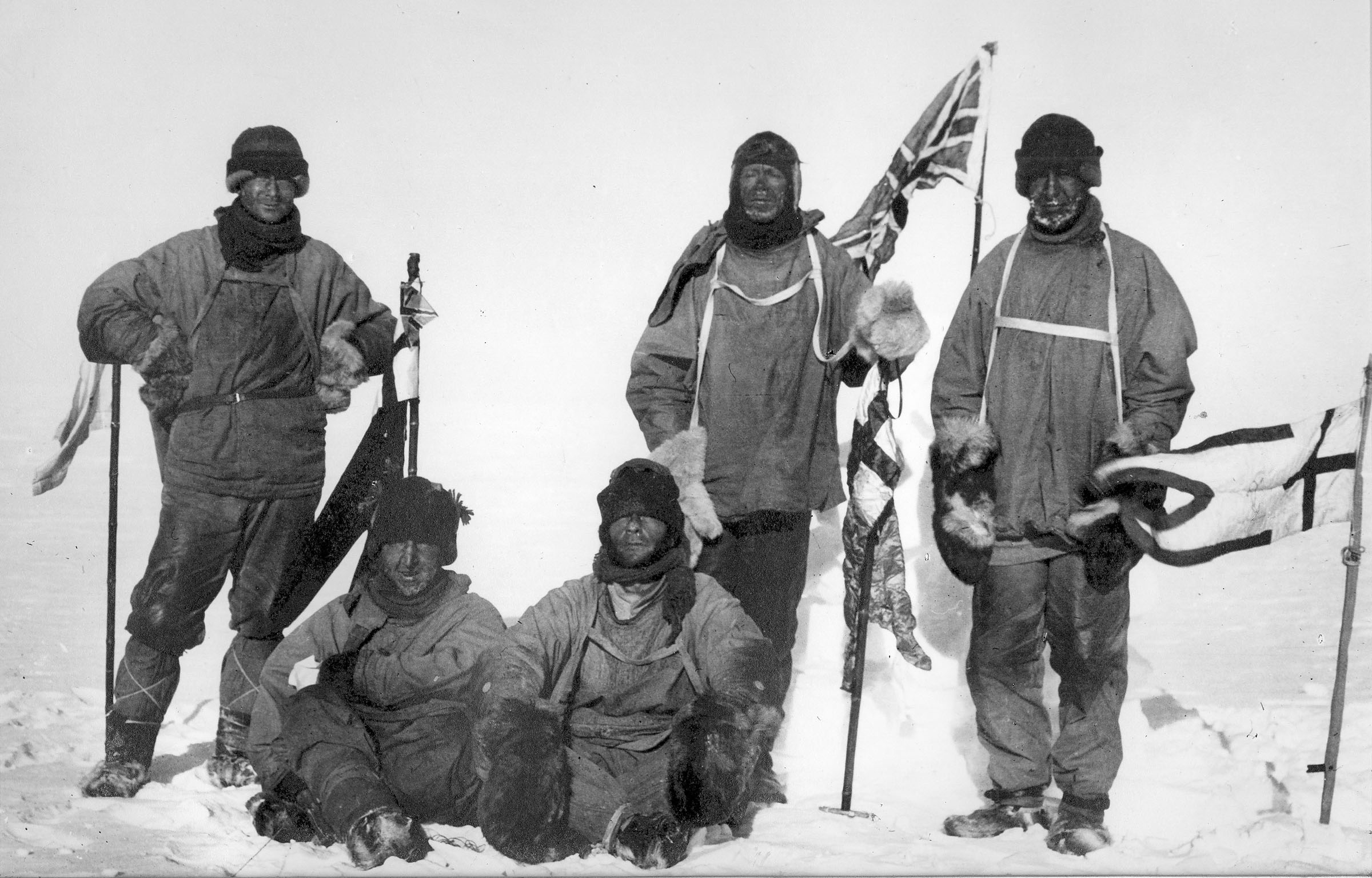
Scott en zijn metgezellen bij de pool.
Van links naar rechts: Wilson, Bowers, Evans, Scott en Oates

Vanaf nu werd het een race tegen de klok om voor het invallen van de winter de basis te bereiken. De eerste drie weken van de terugtocht, nu met een stevige rugwind en een zeil op de slee, werd goede voortgang geboekt. Maar vanaf de afdaling van de Beardmordegletsjer stapelden de problemen zich op. Tijdens de heenreis werd het traject nauwelijks of niet gemarkeerd, en de voedseldepots waren slecht herkenbaar door gebrekkige markering, zodat veel tijd verloren werd met het zoeken naar de juiste route. Bovendien was in geen enkele veiligheidsmarge voorzien in geval van oponthoud door slecht weer. Desondanks werd door Scott nog een halve dag mooi weer opgeofferd om 14 kilogram geologische monsters in te zamelen en mee te slepen naar de basis.
Ze waren, gezien de zware fysieke inspanningen en de toenemende koude, intussen allen duidelijk ondervoed en verzwakt. Onderofficier Edgar Evans kreeg last van een eerder opgelopen wonde die niet wilde helen en kwam ook enkele keren ten val. Hij verzwakte zienderogen en raakte tijdens de dagmarsen achterop. Op 17 februari moesten de anderen hem per slee en in comateuze toestand naar de tent slepen, waar hij die nacht stierf. Terug op het Ross-ijsplateau verliep de tocht door extreme weersomstandigheden steeds moeilijker en slaagden ze er niet meer in de nodige kilometers af te leggen om tijdig de depots te bereiken. Deze bleken bovendien te weinig brandstof en voedsel te bevatten om hun nood te lenigen.
De situatie werd onhoudbaar toen Oates als gevolg van gangreen nog nauwelijks kon lopen en de drie anderen ophield. Oates besefte dat hij het niet zou redden en vroeg Wilson 's avonds in de tent zijn dagboek te bezorgen aan zijn moeder. Toen hij 's ochtends wakker werd, verliet hij de tent, volgens Scotts dagboek met de woorden "I am just going outside and may be some time", om daarna nooit meer gezien te worden. De drie anderen vervolgden tot 21 maart hun tocht en waren "One Ton Depot" tot 20 kilometer genaderd toen ze weer door een sneeuwstorm werden tegengehouden. Het zou hun laatste kamp worden.

### Bevoorrading, dood en zoektochten vanaf de basis
Terwijl Scott zich met zijn ploeg op het ijsplateau probeerde te redden, werden op de basis - zoals door Scott bevolen - voorbereidingen gemaakt om per hondenslee nieuwe voorraden naar het zuiden te brengen, die nodig waren voor het laatste deel van de terugtocht. Tijdens de reis naar de pool had Scott de orders hieromtrent echter verscheidene keren gewijzigd. De laatste versie, waarin hij vroeg dat Meares met de honden tot 82° à 83° ZB zou komen tegen half februari, veel verder dan het oorspronkelijke "One Ton Depot" op 79°29'ZB, had hij mondeling doorgegeven aan Edward Evans net voor deze begin januari vanop het poolplateau terugkeerde naar de basis.
Scott rekende erop dat Evans tijdig terug zou zijn, maar levensgevaarlijk getroffen door scheurbuik kwam deze pas eind februari terug op de basis. De gewijzigde orders werden hierdoor niet gemeld, en bovendien was Cecil Meares, de hondendrijver die door Scott veel verder zuidelijk was meegenomen dan gepland, uit onvrede hierover huiswaarts vertrokken met de Terra Nova, die begin februari in McMurdo was aangekomen. Edward Atkinson, die op de basis de leiding had, kon slechts een beroep doen op Cherry-Gerrard, die geen enkele ervaring had met honden en navigatie. Samen met Meares' assistent Dimitri vertrok hij op 25 februari naar "One Ton Depot", waar ze aankwamen op 4 maart en de voorraden deponeerden. Gebrek aan hondenvoer in het depot en steeds slechter weer, waarbij hij niet kon navigeren, weerhielden hem ervan door te gaan op zoek naar Scott. Op 10 maart keerden ze terug naar de basis zonder enig spoor van de poolgroep. Eind maart waagde Atkinson samen met Keohane nog een laatste poging om Scott te vinden, maar op 30 maart, nauwelijks enige vooruitgang boekend en ervan overtuigd dat Scott ten onder gegaan was, keerde hij terug.
Na de overwintering op Kaap Evans vertrok op 29 oktober een zoektocht naar de vermiste poolreizigers. Op 12 november werd de ondergesneeuwde tent met de lichamen van Scott, Bowers en Edward Wilson gevonden. Tot kort voor zijn dood hield Scott een dagboek bij, dat samen met een aantal brieven naast hem werd gevonden. Zijn laatste woorden schreef hij op 29 maart: "For God's sake look after our people" (In godsnaam, zorg voor onze mensen).
Na het lezen van het dagboekverslag werd nog gezocht naar Oates, maar van hem werd alleen de slaapzak teruggevonden. De tent en de lichamen werden na een korte plechtigheid overdekt met een sneeuwheuvel waarop met ski's een kruis werd aangebracht.

## Overlevering
Al in maart 1912 bij de succesvolle terugkeer van Amundsen werd duidelijk dat Scott het onderspit had moeten delven in de race om de pool, maar in afwachting van de terugkeer van de Terra Nova was nog absoluut niet duidelijk of Scott de pool ook bereikt had. Op 1 april 1912 legde het Brits expeditieschip aan in Nieuw-Zeeland zonder Scott, maar met Edward Evans aan boord, die begin januari 1912 op 150 mijl van de pool was teruggekeerd. Daarmee werd duidelijk dat Scott hoogstwaarschijnlijk de pool als tweede zou halen, maar was men nog steeds in het ongewisse over zijn lot.
Pas in februari 1913, nadat de Terra Nova onder leiding van Edward Evans de overblijvende leden van de expeditie opgepikt had en teruggebracht naar Nieuw-Zeeland, werd het nieuws van de tragische afloop bekend. Het zorgde voor een schokgolf van medeleven in het Verenigd Koninkrijk en Scott en zijn kompanen werden postuum overladen met eerbewijzen. De publicatie van zijn brief aan het publiek en nadien zijn dagboek bezorgden hem en de zijnen een heldenstatus. Deze zou jarenlang, onder meer door de film Scott of the Antarctic uit 1948, intact blijven, echter zwaar onder vuur komen na de publicatie in 1979 van het boek Scott & Amundsen van Roland Huntford. In het boek, dat ook de basis vormde voor een televisieserie, werpt de auteur licht op een groot aantal tekortkomingen in organisatie en leiding, die de fatale afloop bewerkstelligd zouden hebben. Een vergelijking met de succesvolle expeditie van Amundsen kan dit idee alleen nog maar versterken.

## Vernoeming
Naar Robert Falcon Scott werden Mount Scott op Antarctica en Mount Scott in Canada vernoemd.